# 코넬 맥닐
코넬 맥닐(Cornell MacNeil, 1922년 9월 24일 ~ 2011년 7월 15일)은 미국의 오페라 바리톤 가수이다. 미네아폴리스 태생이다. 미국 바리톤 가수로 하터와 동문(同門)인 프리드리히 쇼르에게 배웠다. 1955년경에 샌프란시스코 가극장 등 미국 각지에서 활약을 시작하였으며 1958년엔 영국 데커 레코드사에서 푸치니의 <서부(西部)의 소녀>를 녹음한 것이 호평을 받아 1959년 2월에 <에르나니>의 돈 카를로의 역으로 라스칼라극장에 데뷔하였다. 이어 다음해인 1960년 4월에는 <아이다>의 아모나스로에 발탁되었다. 그 이후로 아름다운 바리톤과 뛰어난 테크닉이 인정되어 메트로폴리탄가극장을 비롯하여 미국, 유럽 각지의 주요 가극장에 초빙을 받았다. 레코드도 각 회사에 걸쳐 수없이 많고 세계 각지에서 활약하였다.